# Pie equinovaro

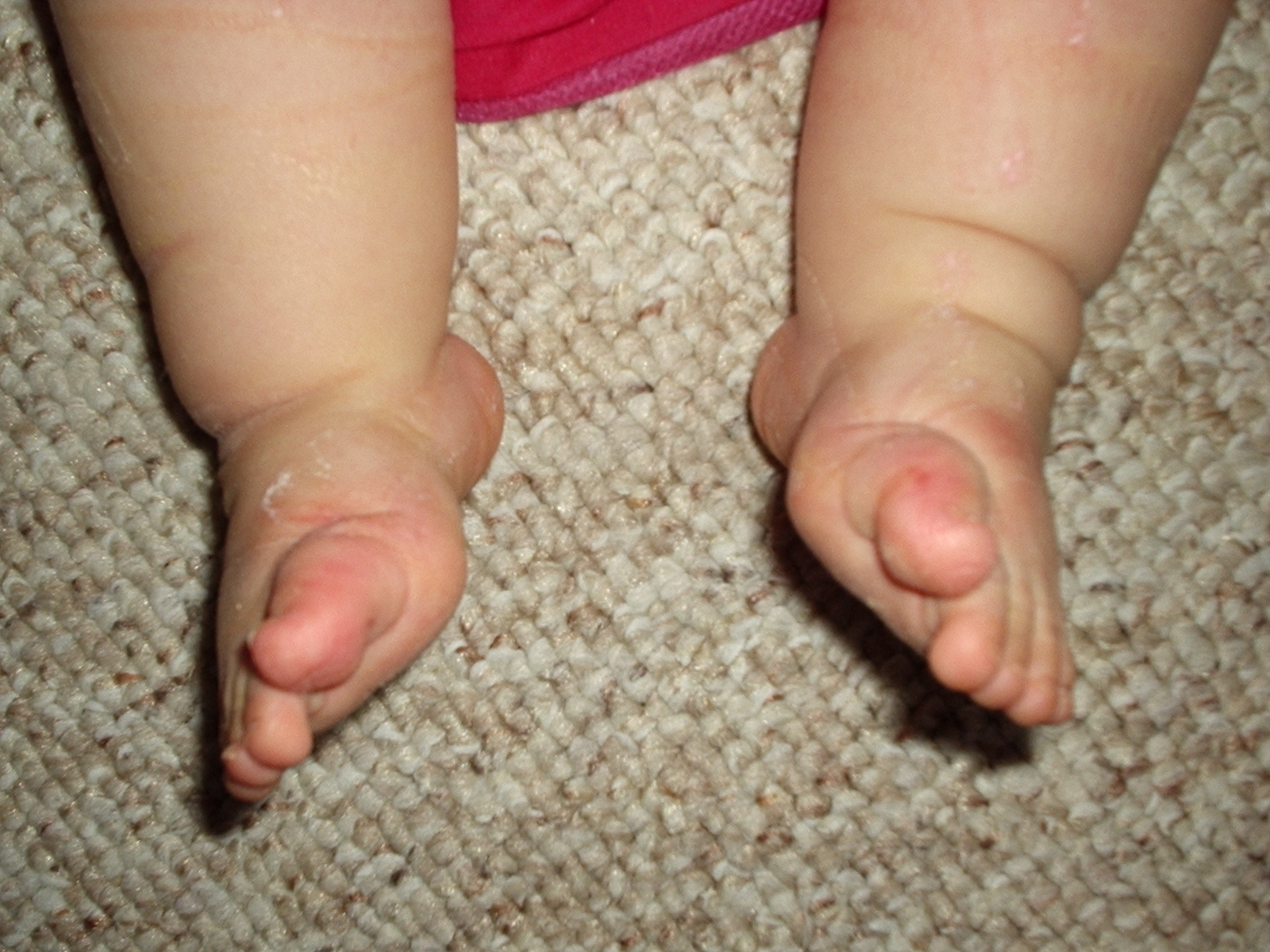
Pie equinovaro en vías de corrección

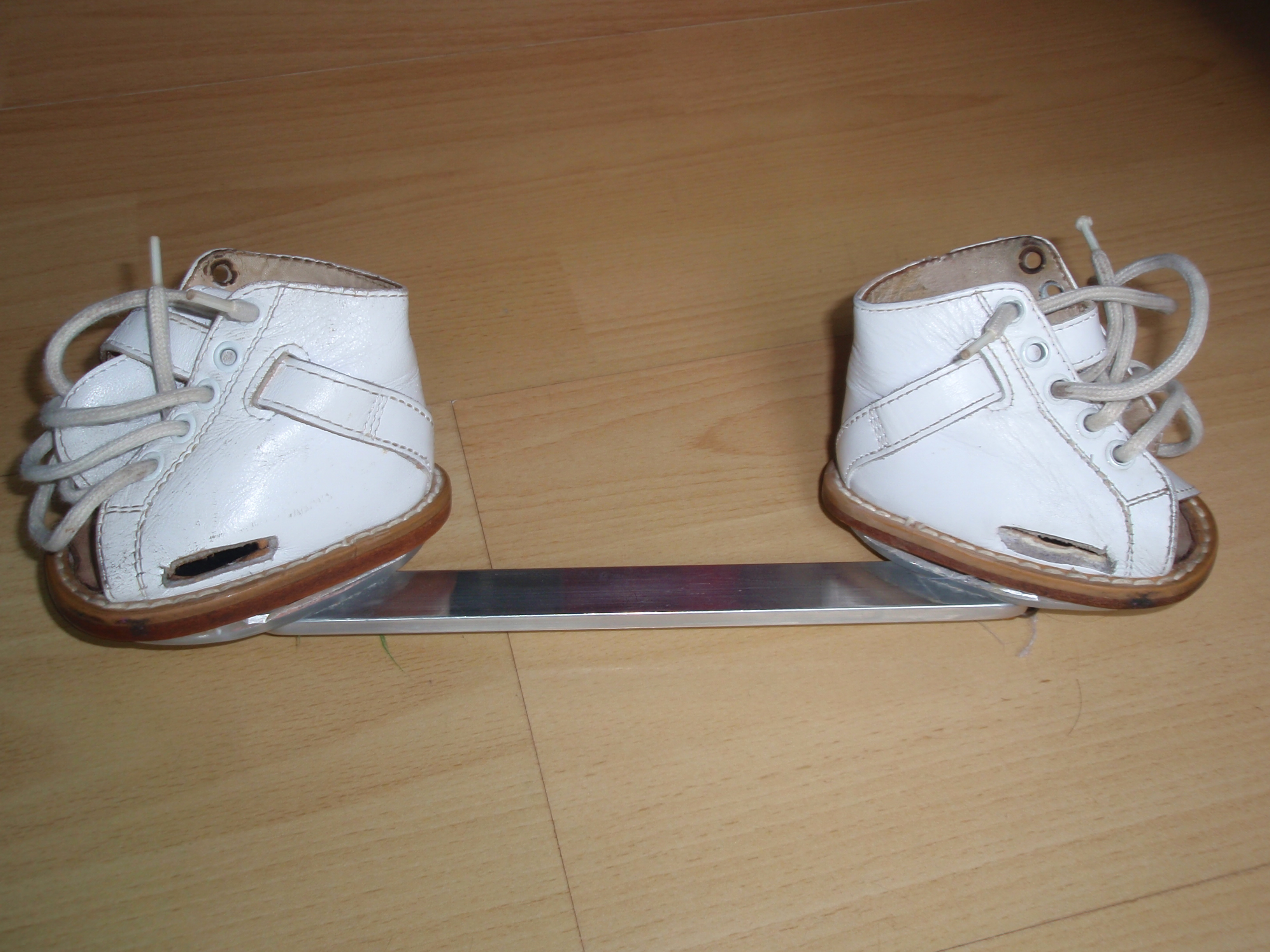
Botas de tratamiento en el método Ponseti.

El pie equinovaro, también conocido como pie zambo, talipes equinovarus (TEV) o pie bot, es un defecto de nacimiento en el que el pie se encuentra torcido o invertido hacia dentro y hacia abajo, a semejanza de un palo de golf. Sin tratamiento, las personas afectadas parece que caminan apoyados en los tobillos. Es un defecto de nacimiento, y ocurre en aproximadamente 1 de cada 1000 neonatos. Cerca del 50 por ciento de los casos son bilaterales (es decir, en ambos pies). En muchos casos hay una incidencia de dismelia aislada. La incidencia en varones es más o menos el doble que en mujeres.[cita requerida]

## Etimología
- El término talipes proviene del latín talus: ‘tobillo’, y pes: ‘pie’.
- Equino (equus), por su parecido al pie de un caballo.
- Varus: ‘girado hacia dentro’.

## Causas
Hay diversas causas para el pie equinovaro:
- Síndrome de Edwards, un defecto genético con tres copias del cromosoma 18
- Causas genéticas con una tasa de incidencia alta cuando diversos miembros de la familia poseen la condición.
- Influencias externas tales como compresión intrauterina por oligohidramnios (falta de líquido amniótico) o por síndrome de banda amniótica.
- Puede estar asociado con otros defectos de nacimiento tales como espina bífida quística.
- Esta malformación congénita está relacionada con el uso de MDMA («éxtasis») durante el embarazo.
- Esta malformación congénita está relacionada con el consumo de tabaco durante el embarazo.

## Tratamiento
El pie equinovaro puede ser tratado de diversas formas. El método francés consiste en la manipulación seriada por un profesional formado específicamente en la tarea, empleando en ocasiones bandas elásticas para el mantenimiento de la corrección.
El método Ponseti consiste en la manipulación seriada y el enyesado progresivo. Dicho método requiere la formación específica en el mismo del profesional que lo lleva a cabo, y en ocasiones el método incluye una pequeña cirugía (tenotomía percutánea del tendón de Aquiles) para conseguir una corrección exitosa. Así mismo, dada la elevada tendencia a la recidiva de la deformidad, el método incluye el tratamiento mediante ferulización de los pies por un período aproximado hasta la edad de 4 años.
Incluso con un tratamiento exitoso, el pie afectado (o ambos) puede ser más pequeño que el otro, y ese detalle puede ser evidente en comparación a una talla normal.
Al aplicar la terapia el fisioterapeuta puede estirar múltiples veces el pie y fijarlo con una férula o enyesarlo a medida que el tratamiento prosigue el médico puede cambiar la medida del enyesado o la férula a fin de lograr un estiramiento paulatino de los tendones.
Para evitar una recidiva puede recurrirse al uso de los métodos anteriores hasta la edad de 4 años usando un fijador durante la noche.

### El método Ponseti

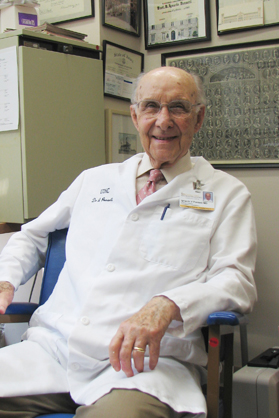
Ignacio Ponseti (†), creador del método epónimo.

Otro método de corrección es conocido como el método Ponseti. Aunque fue descrito por el médico español Ignacio Ponsetí en los años cincuenta, no logró una amplia audiencia sino hasta que fue popularizado por el doctor John Herzenberg en el año 2000.
Si bien inicialmente el método fue muy discutido, frente a la tradicional cirugía invasiva, lentamente —gracias a su economía y su sencillez— ha terminado imponiéndose como el tratamiento estándar para esta enfermedad, tanto en países más ricos como en países en vía de desarrollo.
El tratamiento de los niños con esta dolencia exige un pleno conocimiento y experiencia de los técnicos que lo aplican para obtener su plena eficacia, lo cual demuestra la lectura de Actas de los Técnicos que comienzan con su aplicación, animados por la experiencia de doctores como el propio Ignacio Ponseti.
Las manipulaciones del pie difieren sutilmente de las tradicionales que han prevalecido durante el siglo XX.
El mantenimiento de la corrección puede requerirse por tiempo completo (23 o 24 horas al día) usando un entablillado o enyesado muy ligero, que debe renovarse regularmente; para continuar al finalizar el tratamiento con yesos; con unas férulas de refuerzo que al final se utilizarán únicamente durante la noche, hasta los 4½ o 5 años de edad, para evitar recidivas (los tiempos son muy elásticos y dependen, en todo caso, de la evaluación del paciente y del criterio del médico especialista).

### Tenotomía
Aproximadamente un 80 % de los infantes requieren la aplicación de una tenotomía percutánea, que es una incisión muy pequeña en el tendón de Aquiles, que se practica una vez terminada la colocación de los yesos correctivos a las 6 o 9 semanas de nacimiento y no suele dejar ni una mínima señal en la piel del bebé.
Aproximadamente el 25 % de los infantes tratados con este método requieren una intervención quirúrgica del tendón después de los 2 años de edad. Aunque ello requiere el uso de anestesia general, es relativamente una cirugía menor que corrige el desbalance muscular persistente, y evita alterar las uniones del pie.
El método Ponseti es exitoso en la corrección del pie equinovaro —sin recurrir a la cirugía correctiva en un 95 % hasta 99 % de los casos, o al menos usándola mínimamente— cuando es practicado por un médico experimentado en el transcurso de 12 semanas, aunque puede extenderse un poco más o menos, según criterio del médico especialista tras evaluar al niño.
A largo plazo, el aspecto físico de un niño que ha sido sometido a este tratamiento es comparable al de uno que no ha sido afectado por este padecimiento.
Los niños caminan y hacen deporte como otros de la misma edad.

## Personas famosas con pie varo

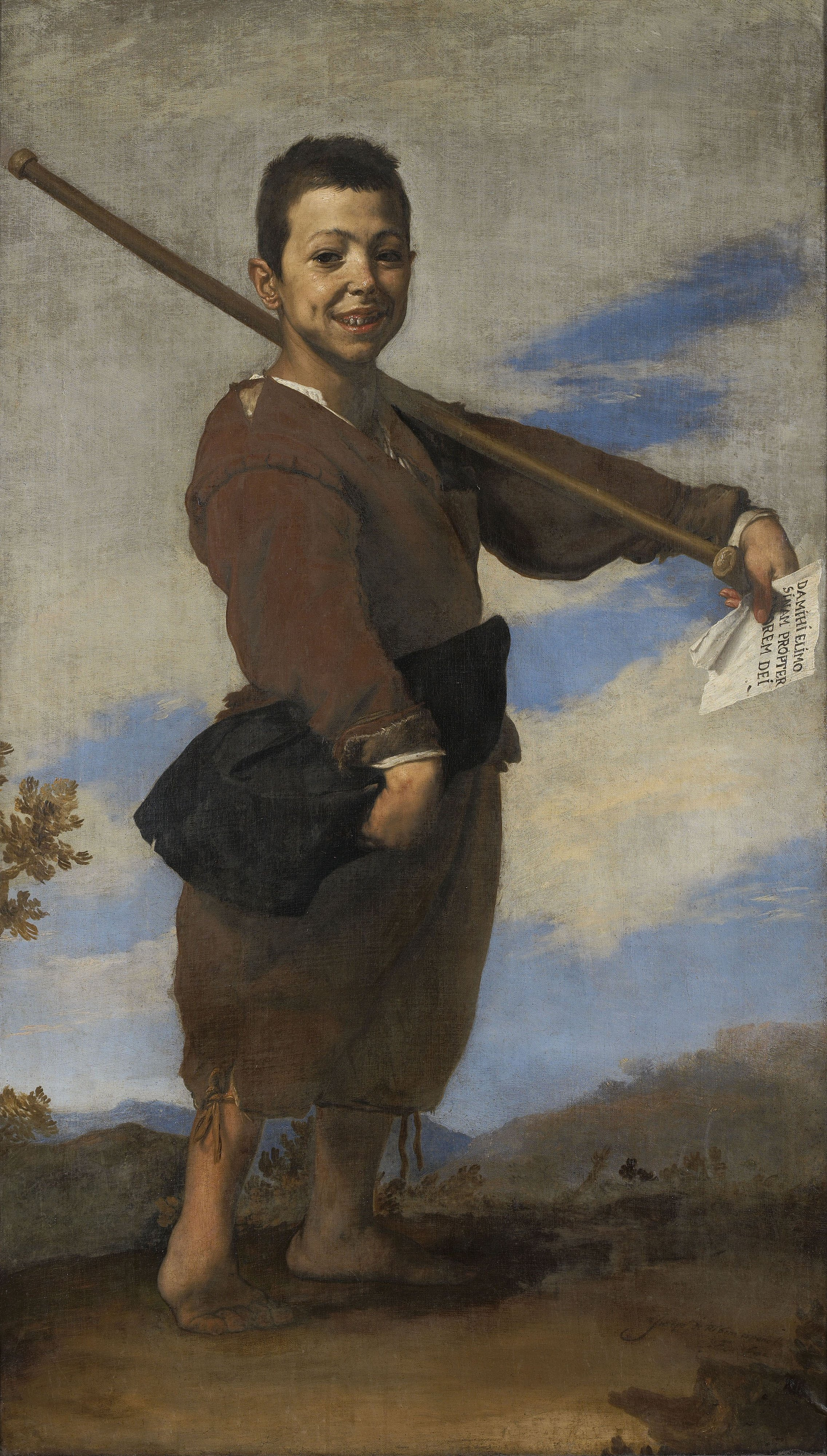
El pie varo, de José de Ribera.

Entre los personajes notables que han nacido con esta deformación, se incluye a:
- Tutankamón (1327 a. C.): faraón egipcio.[2]
- Claudio (10 a. C.-54 d. C.): emperador romano.
- Charles Maurice de Talleyrand (1754-1838): estadista francés.
- Lord Byron (1788-1824): poeta británico.
- Thaddeus Stevens (1792-1868): senador estadounidense durante la Guerra Civil.
- Miguel Febres Cordero (1854-1910): religioso ecuatoriano.
- Siegbert Tarrasch (1862-1934): médico y jugador de ajedrez alemán
- Joseph Goebbels (1897-1945): ministro nazi de propaganda.
- Dudley Moore (1935-2002): actor británico.
- Larry Sherry (1935-2006): beisbolista estadounidense.
- Juan Ramón (1940): cantante y actor argentino.
- Gary Burghoff (1943): actor estadounidense (famoso por su participación en la serie televisiva M*A*S*H).
- David Lynch (1946-2025): cineasta estadounidense.
- Damon Wayans (1960): comediante neoyorquino.
- Troy Aikman (1966): futbolista estadounidense de los Dallas Cowboys.
- Jim Mecir (1970): beisbolista estadounidense.
- Kristi Yamaguchi (1971): campeona estadounidense de patinaje.
- Mia Hamm (1972): jugadora estadounidense de fútbol.
- Freddy Sánchez (1977): beisbolista estadounidense de los Pittsburgh Pirates; afirma que la razón de su éxito fue el esfuerzo para sobrepasar su defecto congénito.
- Steven Gerrard (1980): futbolista y seleccionado inglés.
- Miguel Riffo (1981): exfutbolista y seleccionado chileno.